# Trollstigen
La Trollstigen (en català: el camí del trol) és una carretera de muntanya situada al municipi de Rauma, comtat de Møre og Romsdal, Noruega.
És part de la Carretera Comtal Noruega 63 que connecta la ciutat d'Åndalsnes a Rauma amb el poble de Valldal a Norddal. És una atracció turística popular per la seva pronunciada pendent del 10% i 11 tancades corbes per un vessant costerut. Durant la temporada turística superior, al voltant de 2.500 vehicles hi passen diàriament. Durant la temporada 2012, 161,421 vehicles van travessar la ruta, en comparació amb els 155,230 vehicles durant l'any 2009.
La carretera és estreta amb moltes corbes tancades, i encara que diverses corbes es van ampliar durant l'any 2005 al 2012, els vehicles de més de 12,4 metres de llarg estan prohibits a la carretera. Durant les temporades de 2011 i 2012, els autobusos de fins a 13,1 metres se'ls va permetre temporalment com un judici. En els 700 metres de desnivell hi ha un aparcament i diversos balcons d'observació en que s'hi veuen les corbes i la cascada Stigfossen. Stigfossen cau 320 metres cap avall del vessant de la muntanya. El pas té una altura aproximada de 850 metres.
Trollstigen està tancat durant finals de tardor i l'hivern. Una temporada normal de funcionament s'estén des de mitjans de maig a octubre, però de vegades pot ser més curta o més llarga depenent de les condicions climàtiques.

## Galeria

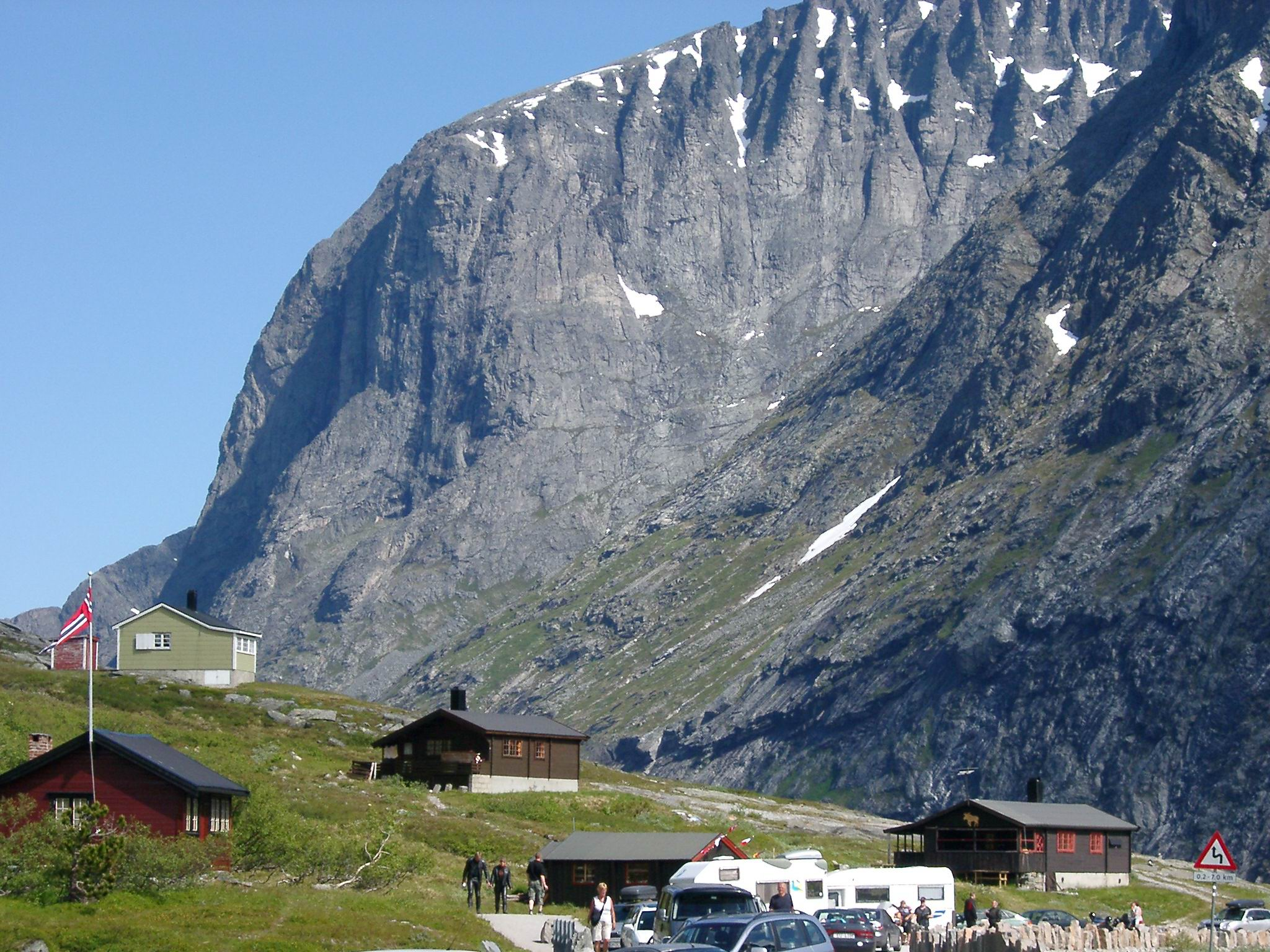
Botigues de souvenirs dalt l'altiplà. La muntanya Trollklørne al fons.
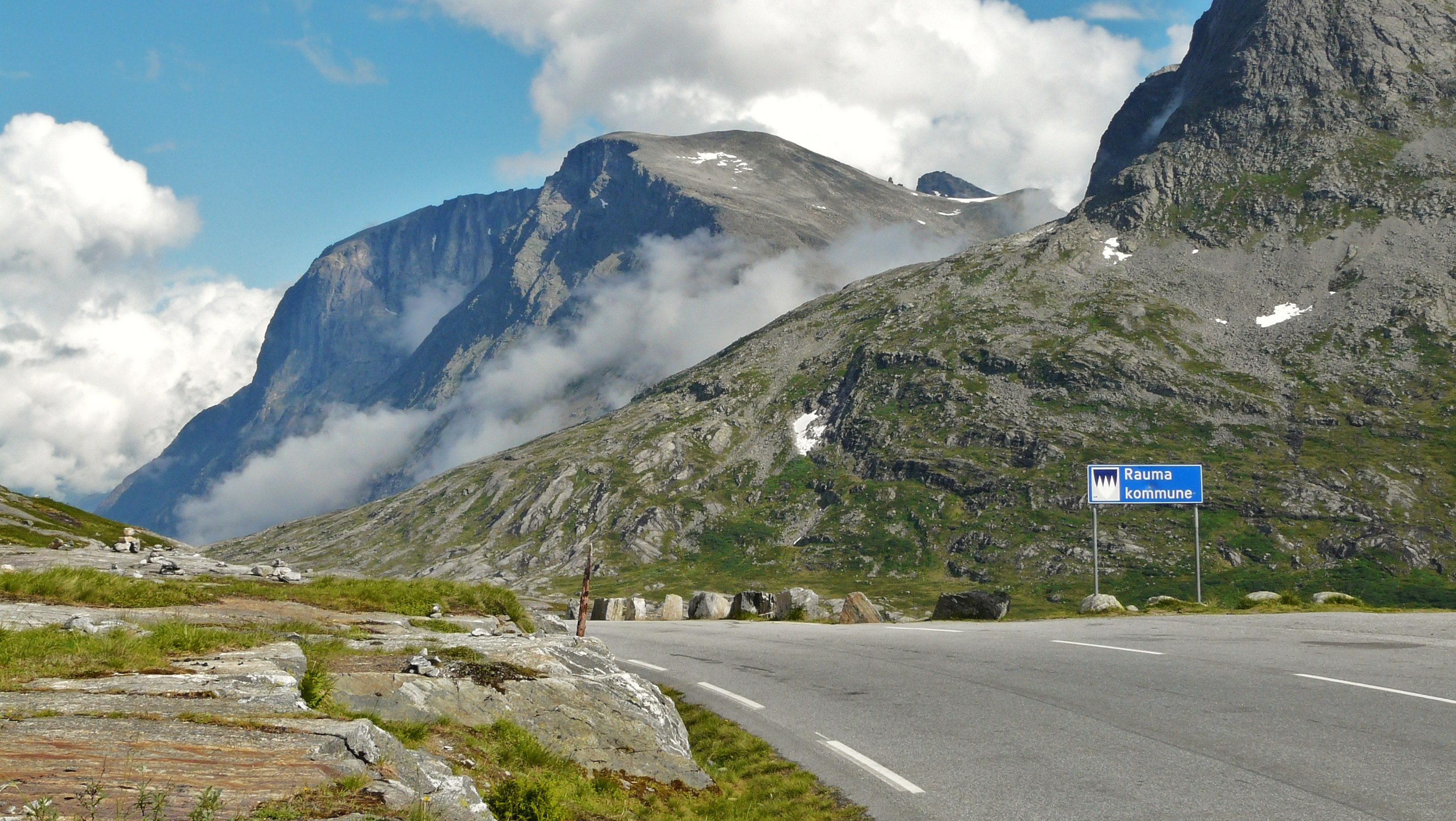
Alnesreset - punt més alt i la frontera dels municipis de Rauma i Norddal.
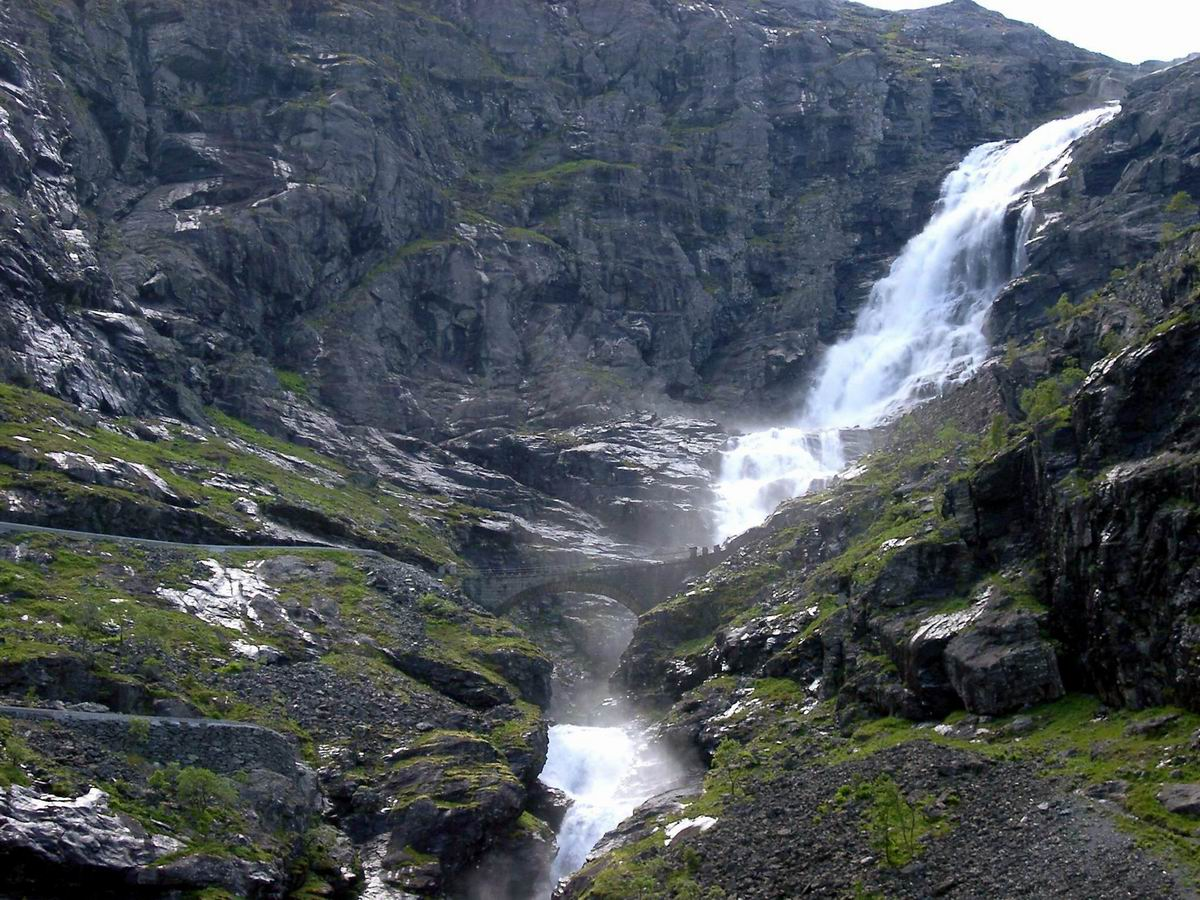
La cascada Stigfossen i un pont des de baix.
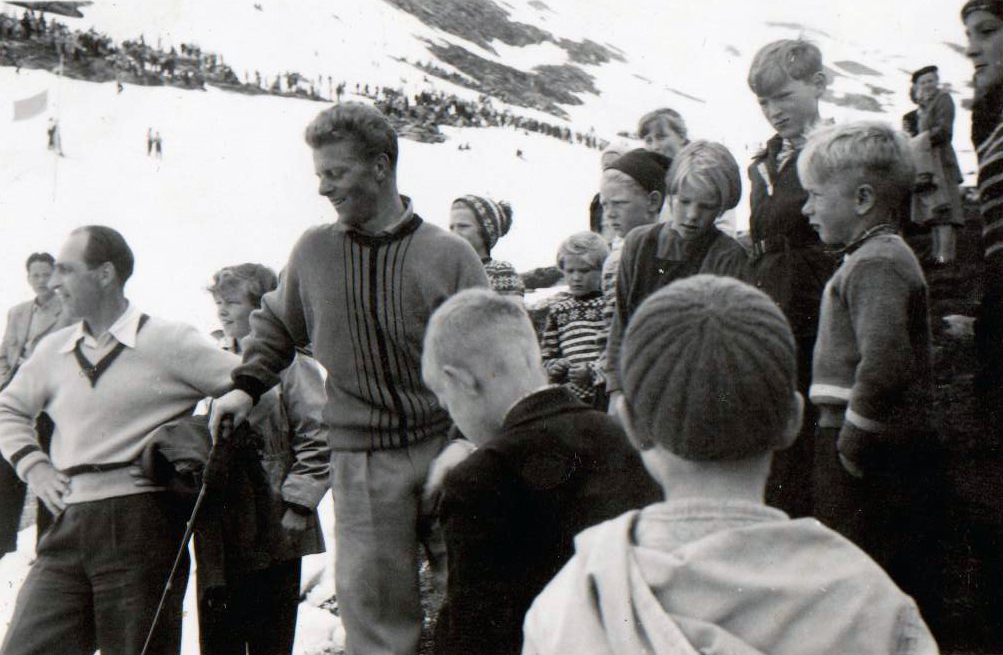
Competició d'esquí al voltant del 1952 (amb el campió olímpic Stein Eriksen).
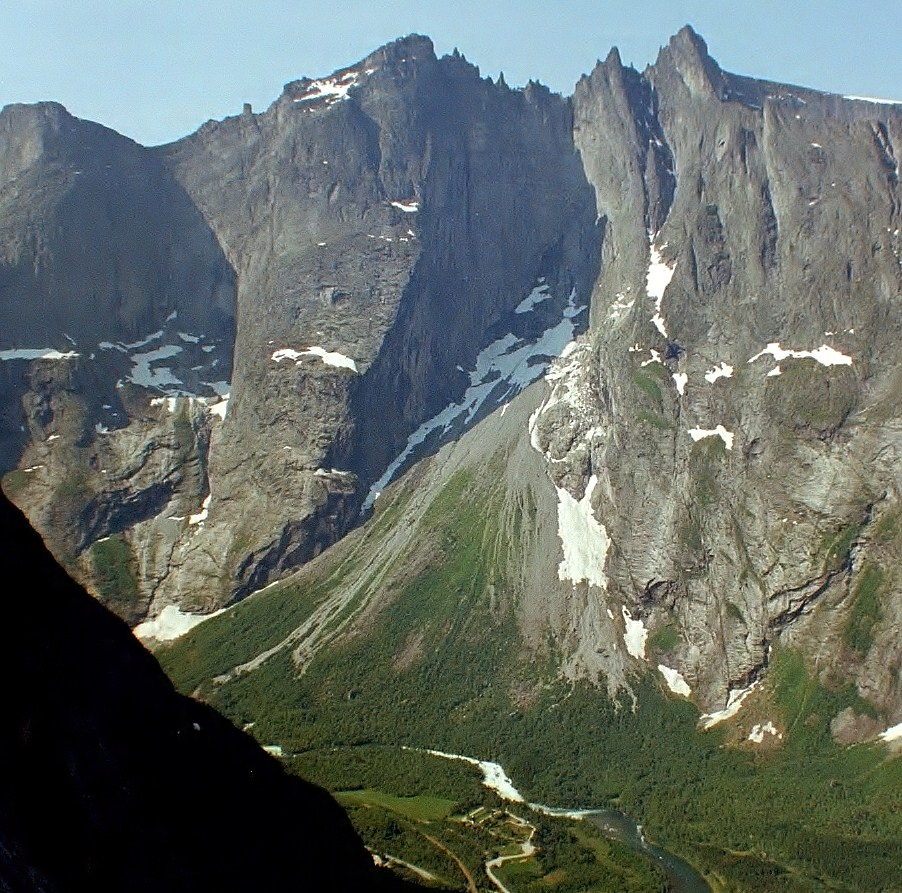
Les muntanyes Trolltind des de la vall de Romsdal.
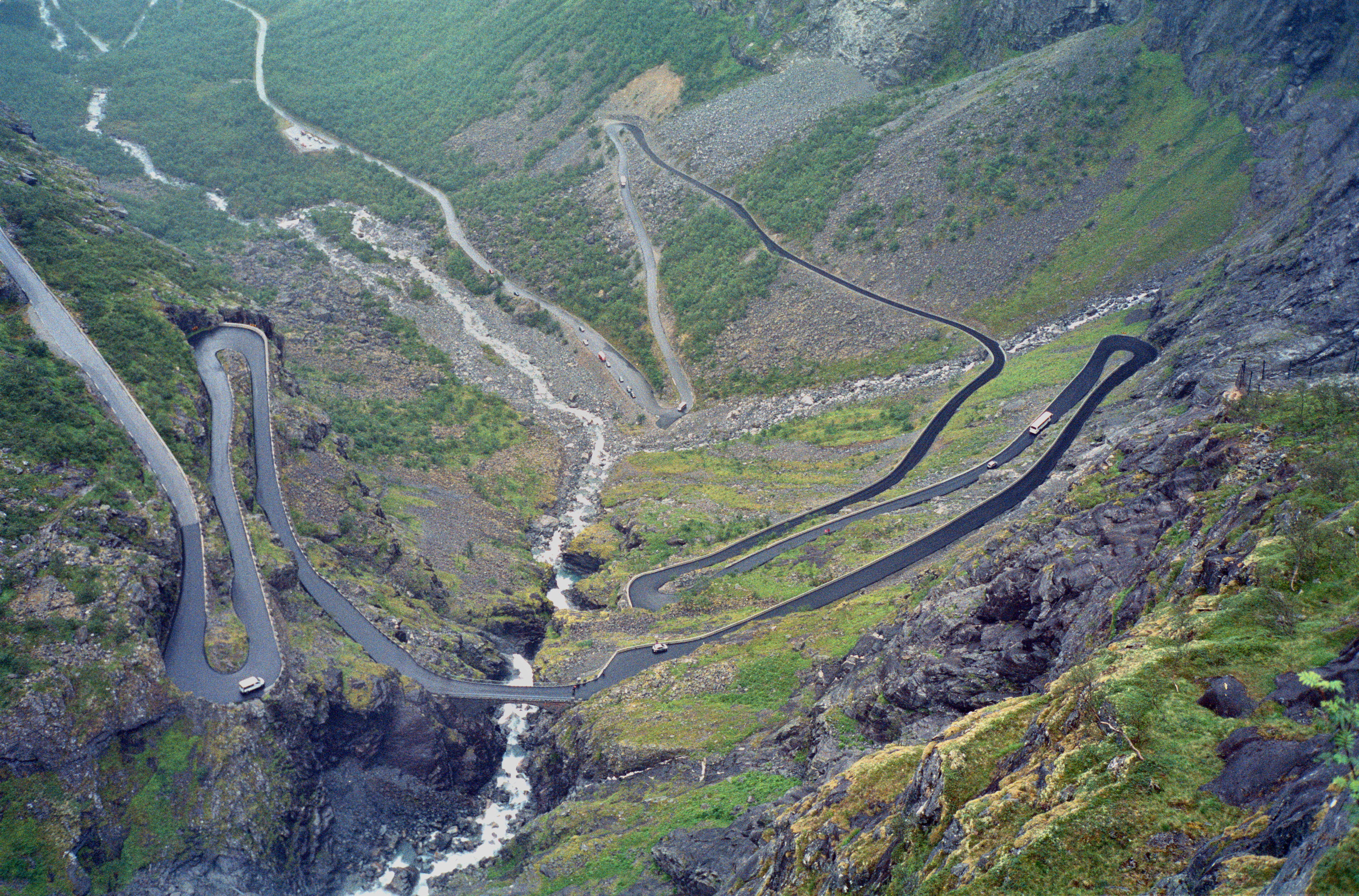
Trollstigen (agost 2004)abans de la modificació de les corbes inferiors.
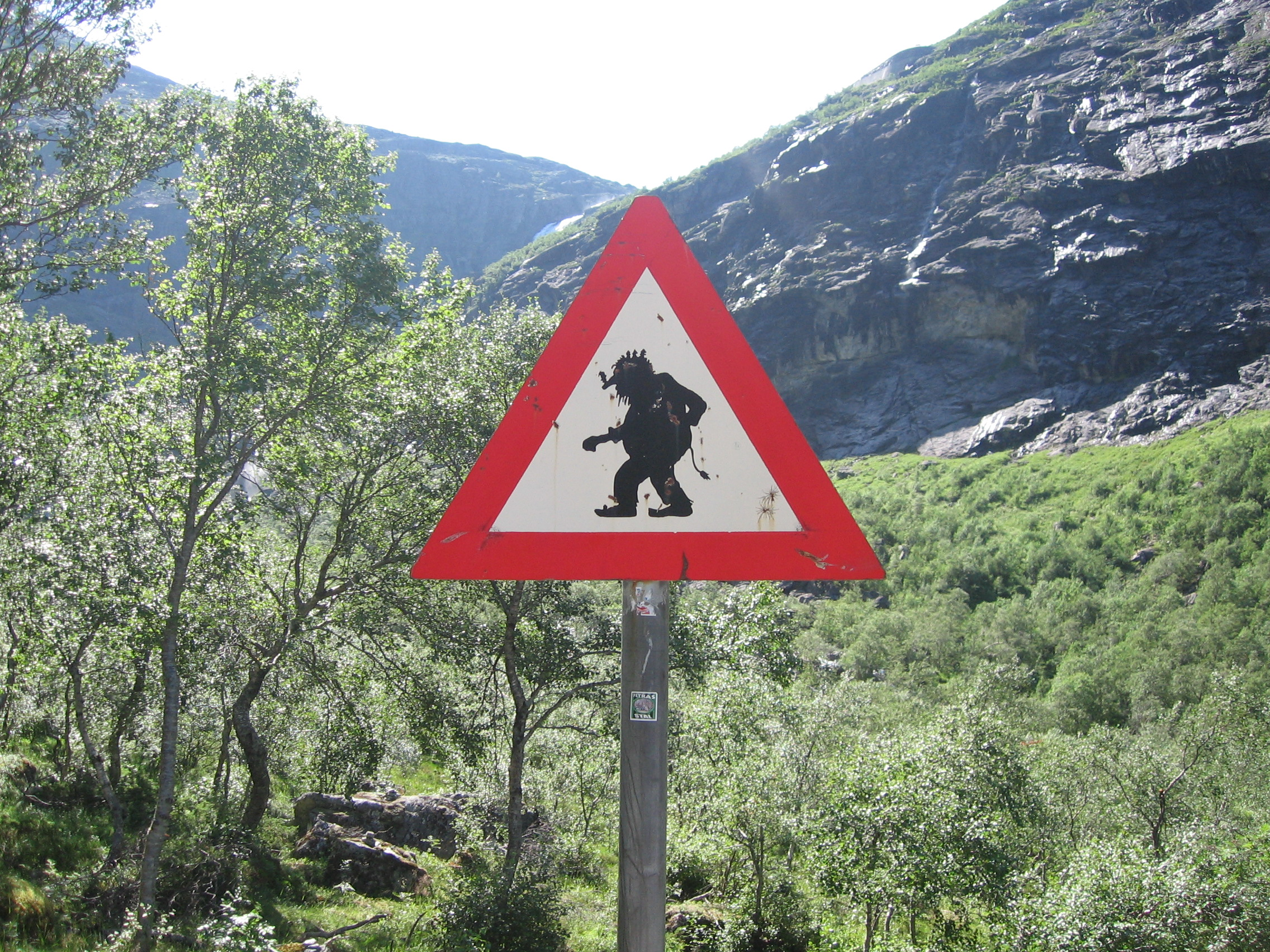
Un senyal de trànsit que indica alerta per trolls.
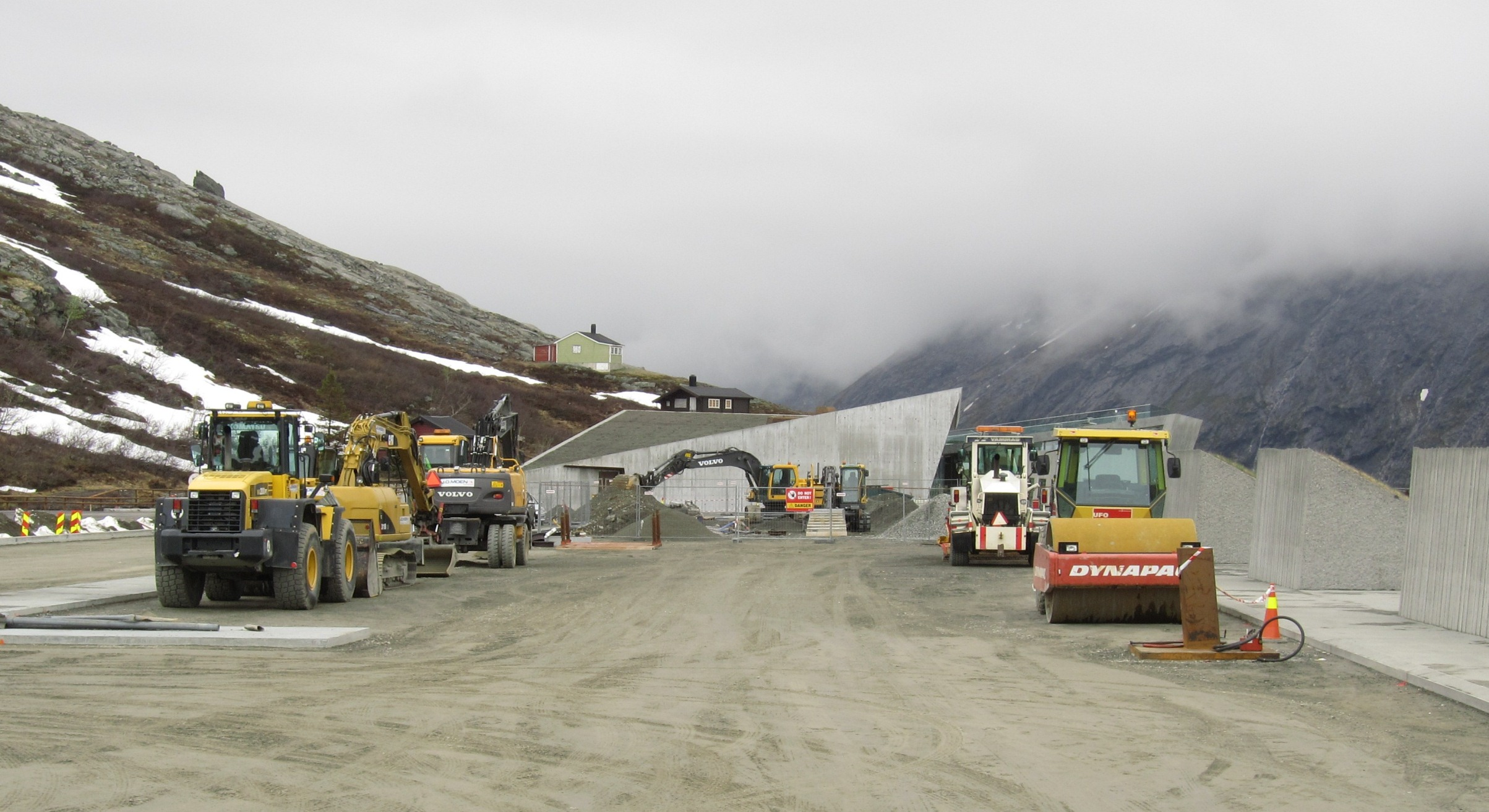
Nou centre de visitants que va obrir al juny de 2012.